# Austin Metro
O Metro é um automóvel do segmento B que foi produzido pela British Leyland (BL) e, posteriormente, pelo Grupo Rover de 1980 a 1998. Foi lançado em 1980 como Austin Mini Metro. Destinava-se a complementar e eventualmente substituir o Mini, e foi desenvolvido sob o codinome LC8. O Metro foi nomeado pela revista What Car? como "Carro do Ano" em 1983 como um MG, e novamente como o Rover Metro em 1991.
Durante seus 18 anos de vida, o Metro usou muitos nomes: Austin Metro, MG Metro e Rover Metro. Foi renomeado como a série Rover 100 em dezembro de 1994. Também havia versões furgão conhecidas como Morris Metro e, posteriormente, Metrovan.
Na época de seu lançamento, o Metro era vendido com a marca Austin. A partir de 1982, as versões da MG tornaram-se disponíveis. Em 1987, o carro perdeu o nome Austin e foi vendido simplesmente como Metro. De 1990 até sua retirada em 1998, o Metro foi vendido apenas com a marca Rover.
Embora o Rover 200 da geração R3 (lançado em 1995 e menor do que os modelos 200 anteriores) tenha sido originalmente projetado para substituir o Metro, não foi comercializado como tal após seu lançamento. O Rover 100 finalmente cessou a produção em 1998, sendo superado (por três anos) pelo Mini original que deveria substituir. 2.078.218 Metro de todos os tipos foram feitos.